# Atal (serie de televisión)
Atal es una serie de televisión dramática india en idioma hindi que se transmite desde el 5 de diciembre de 2023 en And TV. Es producido por Aarrav Jindal bajo Euphoria Productions, está protagonizado por Vyom Thakkar como el Atal de siete años.

## Reparto
- Vyom Thakkar como el joven Atal
- Neha Joshi como Krishna Devi Vajpayee
- Ashutosh Kulkarni como Krishna Bihari Vajpayee
- Milind Dastane como Shyam Lal Vajpayee
- Rahul Jethva como Awadh Bihari Vajpayee
- Arya Joshi como la esposa de Awadh
- Priyanshu Gandhi como Sada Bihari Vajpayee
- Saksham Shringirishi como Prem Bihari Vajpayee
- Alina como Urmila Bihari Vajpayee
- Aline como Kamla Bihari Vajpayee
- Thakur Krishna Raj como Dayal
- Vipin Pachori como profesor musulmán
- Abhinav Parashar como profesor de inglés

## Producción
La serie fue anunciada por Euphoria Productions en And TV. Vyom Thakkar, Neha Joshi, Ashutosh Kulkarni se unieron al elenco.